# Parque del Río Hudson
El Parque del Río Hudson (en inglés, Hudson River Park) es un parque junto al agua en el North River (río Hudson) que se extiende desde la calle 59 hacia el sur hasta Battery Park en el distrito de Manhattan de la ciudad de Nueva York. El parque, un componente de Manhattan Waterfront Greenway, se extiende 7 km y comprende 223 ha, lo que lo convierte en el segundo parque más grande de Manhattan después de las 341 ha del Central Park.
El Parque del Río Hudson es una colaboración conjunta del estado y la ciudad, pero está organizada como una corporación de beneficio público del estado de Nueva York. Los planes para el parque se diseñaron a fines de los años 1980 luego de la cancelación del plan Westway, que había propuesto una carretera interestatal para reemplazar la deteriorada West Side Elevated Highway. El parque se construyó a partir de los años 1990 junto con la construcción de la West Side Highway a nivel de la superficie. El trabajo se completó en varias etapas durante los años 2010.
El Parque del Río Hudson conecta muchos otros sitios recreativos y puntos de referencia. Atraviesa los barrios de Manhattan del Lower Manhattan (incluidos Battery Park City, World Trade Center y Tribeca), Greenwich Village (incluidos West Village y Meatpacking District), Chelsea y Midtown West (que incluye Hudson Yards y Hell's Kitchen /Clinton). El parque conecta otros dos parques frente al mar: Riverside Park al norte y The Battery al sur.

## Administración
El Parque del Río Hudson Trust (lit. Fideicomiso del Parque del Río Hudson) es una sociedad entre el Estado de Nueva York y la Ciudad de Nueva York encargada del diseño, construcción y operación del Parque del Río Hudson de cuatro millas. El fideicomiso está dirigido por una Junta Directiva de trece miembros. También hay un Consejo Asesor de cincuenta miembros que juega un papel integral en el proceso de planificación del parque. El equipo directivo está encabezado por Madelyn Wils, presidenta y directora ejecutiva. En 2017, el fideicomiso tuvo gastos operativos de 31,38 millones de dólares y una dotación de personal de 117 personas.

## Historia
Antes de la colonización de Nueva Holanda, los nativos americanos vivían en la orilla de la parte más al sur del río Hudson, donde ahora se encuentra el parque, estacionalmente, en un lugar llamado "Sapohanikan". Estaba cerca de la intersección actual de las calles Gansevoort y Washington. Probablemente fue un sitio de caza y pesca, y los nativos americanos probablemente también usaron los arrecifes de ostras en la costa; los europeos recién asentados también comenzaron a utilizar estos arrecifes.
Más tarde, se abrieron barcazas de ostras, que vendían grandes volúmenes de ostras, a lo largo de la costa del río Hudson, dentro de varios muelles. Debido a su cantidad, a menudo se vendían a precios baratos y muchos inmigrantes en la ciudad de Nueva York confiaban en comer ostras. Estas barcazas de ostras cerraron cuando las ostras murieron debido a la sobreexplotación y la contaminación del agua resultante de la industrialización de la costa.
En 1807, el primer barco de vapor en operación de pasajeros, Clermont, se lanzó desde el actual Muelle 45, en West Village. El Clermont, el primer barco exitoso de su tipo en los Estados Unidos, ayudó a dar a Robert Fulton el control de todas las operaciones de los barcos de vapor en el resto del río Hudson. La White Star Line inglesa, compuesta por el Lusitania, el Olympic y el Titanic, tenía una terminal en el muelle 54. Fue en este lugar donde llegaron a bordo Carpatia los sobrevivientes del hundimiento del Titanic.
A fines del siglo XIX, se creó el distrito Slaughterhouse a lo largo de la costa del río Hudson en la actual Hell's Kitchen. Un tramo de la calle 39 entre las avenidas 11 y 12 se llamó Abattoir Place hasta principios del siglo XX. En los años 1870, se crearon túneles para arrear ganado debajo de la Avenida 12 en las calles 34 y 38. La industria ganadera en esta área continuó durante los años 1960.

### Concepción y construcción
Lo que ahora es el Parque del Río Hudson surgió de la propuesta fallida de Westway de las décadas de 1970 y 1980 para reemplazar la dilapidada West Side Highway con una carretera interestatal que conecta el Brooklyn-Battery Tunnel (I-478), el Holland Tunnel (I-78) y el Túnel Lincoln (que pasa a ser la I-495). El derecho de paso de la nueva autopista de seis carriles habría demolido los muelles del West Side existentes en ese momento y los habría reemplazado con 89 ha de vertedero, por donde se habría excavado la nueva autovía. Además de 40 ha de desarrollo, el plan también tenía provisiones para 40 ha de zonas verdes continuas que se colocarán encima de la carretera, incluidos cuatro parques junto al agua y un parque de 4,8 km paseo arbolado y ciclorruta en el paseo marítimo. Alrededor del 90 % de los fondos para el proyecto provendrían de ayuda federal. El proyecto se abandonó el 19 de septiembre de 1985 debido a objeciones políticas y ambientales, en particular preocupaciones en el Congreso sobre el costo excesivo y preocupaciones de los tribunales federales sobre el hábitat de la lubina rayada del río Hudson. Gran parte de los 2 mil millones de dólares en fondos federales asignados para Westway se desviaron al transporte público Los planes para el parque aún persistían, y para 1990 se habían asegurado 265 millones del costo propuesto de 500 millones del parque. El parque se construiría en todo el terreno no ocupado por la futura West Side Highway, así como en los muelles restantes.

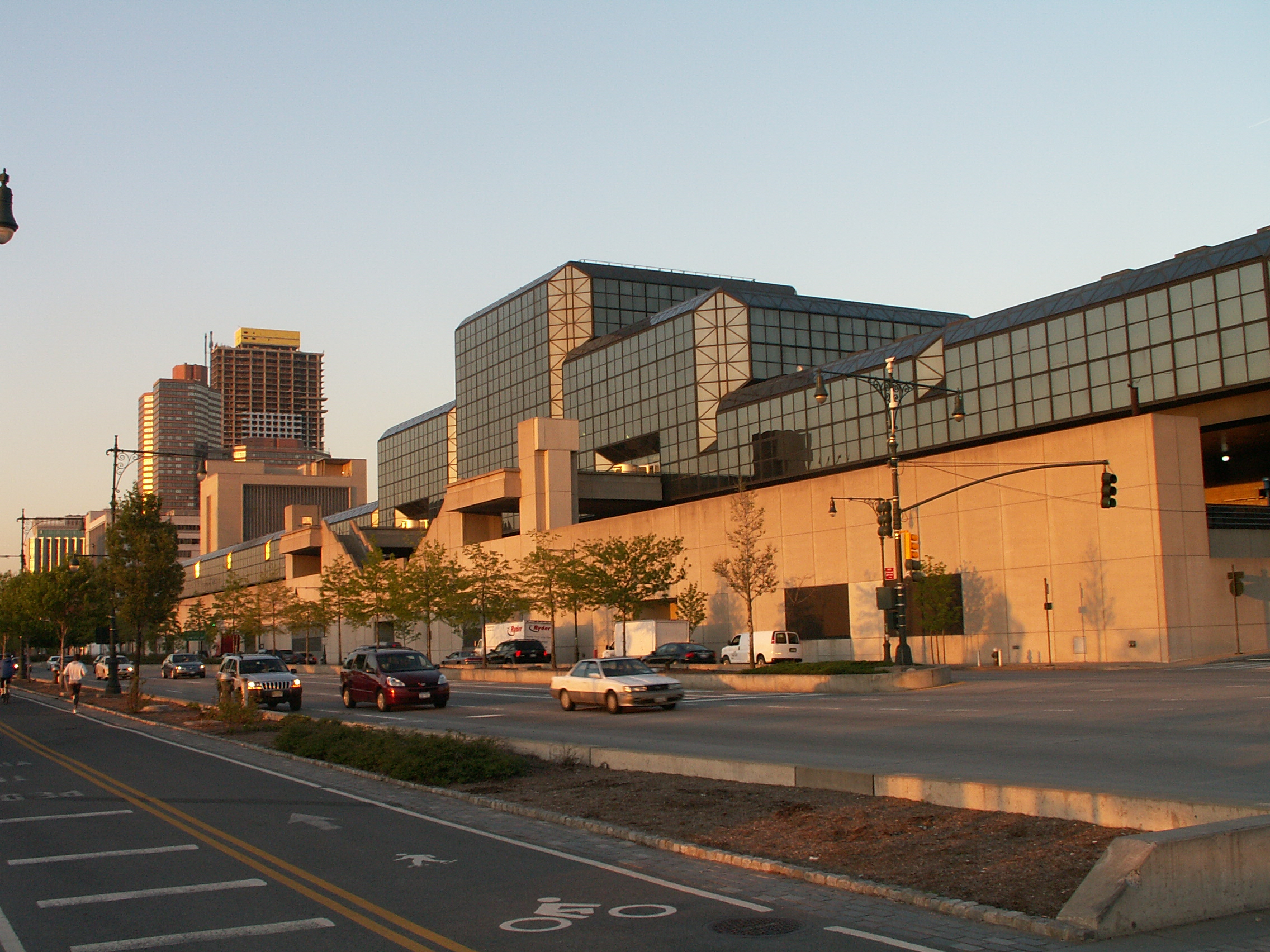
El parque del río Hudson cerca del centro de convenciones Jacob K. Javits

En 1992, el entonces gobernador Mario Cuomo y el entonces alcalde David Dinkins anunciaron un nuevo plan de desarrollo, apuntando al muelle 76 frente al Javits Center, Chelsea Piers y el muelle 40 como ubicaciones clave para el desarrollo comercial que respaldaría el parque. El memorando de 1992 también creó la Hudson River Park Corporation, rápidamente renombrada Hudson River Park Conservancy, una agencia gubernamental compuesta por miembros designados por el gobernador y el alcalde.
La construcción del complejo Chelsea Piers comenzó en julio de 1994 y se inauguró por etapas a partir de mayo de 1995 La legislación que creó el parque fue firmada en septiembre de 1998 por el gobernador George Pataki, combinando terrenos propiedad del estado de Nueva York (la mitad sur, desde Battery Park hasta la calle 35) y la ciudad (la mitad norte, desde la calle 35 hasta la 59). Ambas mitades fueron arrendadas a la entidad conjunta ahora conocida como Hudson River Park Trust. El plan también garantizaba que la mitad de dos ubicaciones comerciales, los muelles 40 y 76, y todo el muelle 84, se reservaran para zonas verdes. Inicialmente, se esperaba que el parque estuviera terminado para 2003, con costos de construcción estimados en alrededor de 300 millones de dólares. La primera sección completa del parque comenzó a construirse en 1998 y se inauguró en 2003 en Greenwich Village.
Posteriormente, la construcción se estancó y gran parte del parque quedó incompleto. Clinton Cove abrió en 2005 y los muelles 66 y 84 se abrieron al año siguiente. La mitad del parque se completó en 2009, y, a partir de 2015, el setenta por ciento del parque se completó, a un costo de casi 500 millones de dólares.

### Años 2010
Partes del parque del río Hudson permanecieron sin electricidad en los meses posteriores al huracán Sandy en octubre de 2012, debido a cables eléctricos dañados. Como resultado, el parque del río Hudson limitó temporalmente las horas después del anochecer en el parque. Antes del huracán Sandy, los senderos del parque a lo largo del río permanecieron abiertos hasta la 1 de la mañana. Tras el huracán Sandy, el parque trabajó para volver a las horas normales de operación una vez que restauraron la energía en las áreas afectadas. La energía total se restableció en junio de 2014, 20 meses después de la tormenta, y los daños totales se acumularon en 32 millones.
En junio de 2013, el fideicomiso del Parque del Río Hudson estaba endeudado. Un proyecto de ley aprobado en junio de 2013 puso fin al mantenimiento de una sección del parque en Battery Park City, así como a la compra de un seguro de responsabilidad civil, lo que generaría un ahorro de 750 000 dólares para el parque. Sin embargo, el parque tendría un déficit de 8,5 millones de dólares para el año fiscal 2014. Para mejorar aún más la deuda, el proyecto de ley preveía que el fideicomiso hiciera que los pasajeros pagaran para abordar cruceros turísticos en el parque. Finalmente, el proyecto de ley permitió que el parque vendiera derechos aéreos al otro lado de la calle del parque, específicamente la Terminal St. John's frente al Muelle 40. Además, Muelle 40, que habría generado grandes ganancias para el parque, costaría más de 100 millones para renovar.
En 2014, Hudson River Park Trust planeó un centro de investigación de ecología fluvial en Pier 26 en Tribeca, que será administrado por la Universidad de Clarkson. En octubre de 2017, como parte de un plan para reactivar el proyecto Pier 54 (ver § Muelles notables), el gobernador Andrew Cuomo acordó completar el 30 % restante del parque.

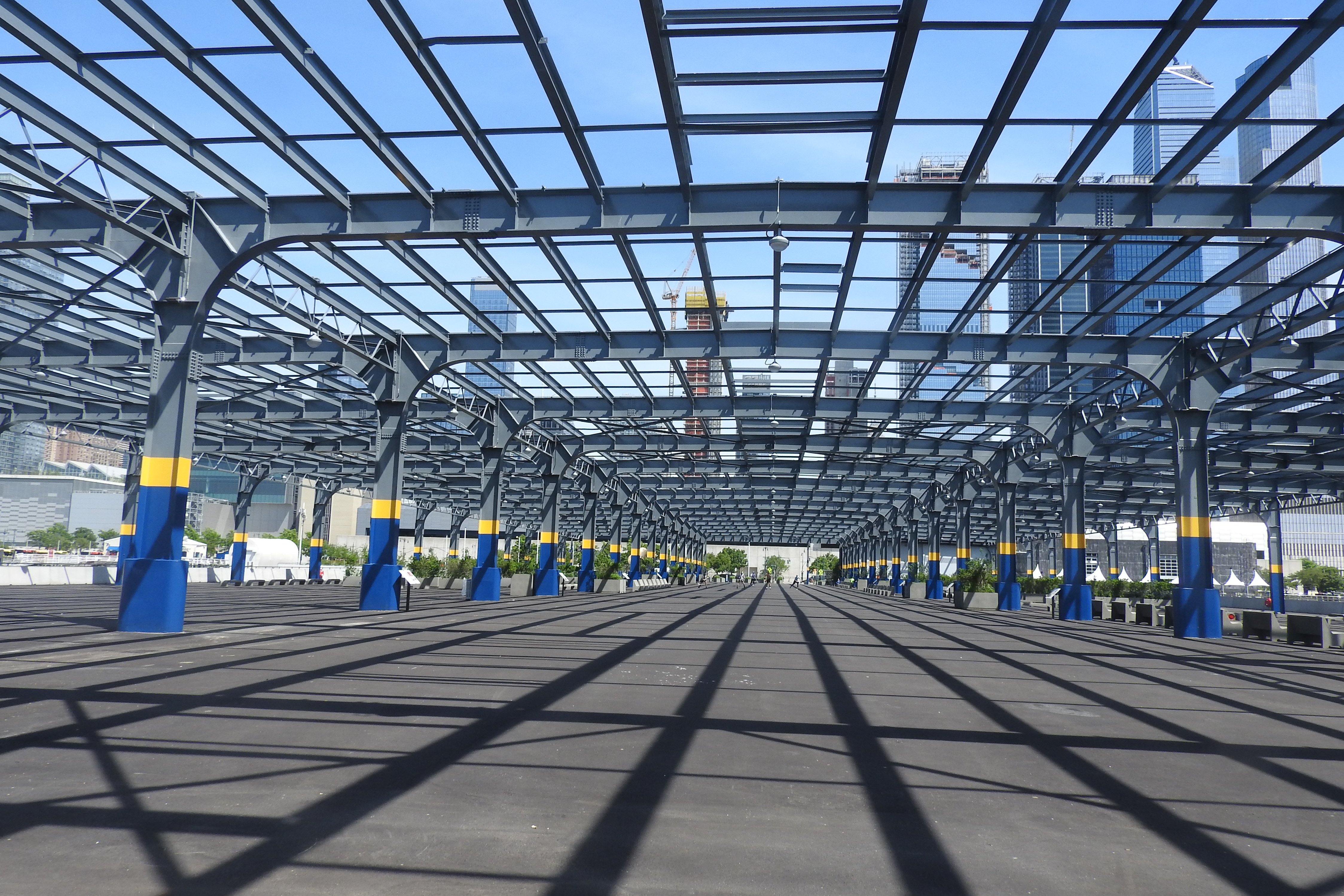
Muelle 76 abierto en junio de 2021

El primer monumento conmemorativo del estado a la comunidad LGBT se inauguró en junio de 2018, en el Parque del Río Hudson, cerca del Christopher Street Pier. Esta obra abstracta de Antonio Goicolea consta de nueve cantos rodados dispuestos en círculo. El monumento honra a las víctimas del tiroteo en el club nocturno de Orlando en 2016, la mayoría de las cuales eran homosexuales. El proyecto Pier 54, luego rebautizado como Little Island, se inauguró en mayo de 2021. Además, a principios de 2020, Cuomo anunció que ampliaría el parque hasta el Muelle 76, que contenía una libra de remolque del Departamento de Policía de la Ciudad de Nueva York que estaba en proceso de cierre. El muelle 76 estaba programado para abrir en junio de 2021.

## Atracciones
Una característica física definitoria del Parque del Río Hudson son las 8 km sendero para bicicletas y carreras que corre a lo largo del parque, conectando hacia el norte con Riverside South al norte de la calle 59 y hacia el sur con Battery Park. Construido por el Departamento de Transporte del Estado, es "la ciclorruta más transitada de Estados Unidos", según Park Trust.
Dispersos por todo el parque hay numerosos campos y canchas, como Chelsea Waterside Park delimitado por la calle 24, y las avenidas 11 y 12. El parque tiene un campo de deportes, una cancha de baloncesto, un parque infantil con juegos de agua durante los meses de verano y un parque para perros llamado "Lo mejor de Nueva York" por la revista New York Magazine en mayo de 2005. Pier 84 en West 44th Street también está repleto de actividades. La pesca gratis con Big City Fishing está disponible en el muelle, así como el remo y la construcción de botes gratis en Village Community Boathouse en el lado sur del Muelle 40. Otras actividades relacionadas con el mar incluyen remo y kayak en el muelle 26. El taxi acuático de Nueva York se detiene en el Muelle 42 cerca de la calle Christopher. También en el muelle hay un parque para perros y un parque infantil, y el restaurante informal PD O'Hurleys. Otras instalaciones deportivas incluyen canchas de baloncesto en Canal Street y en Harrison Street, canchas de tenis al sur del Muelle 40 entre Houston y Canal Streets, voleibol de playa y un parque de patinaje al estilo de California en West 30th Street.
El complejo deportivo más grande en el Parque del Río Hudson es el Chelsea Piers, que alberga una variedad de espacios deportivos. Chelsea Piers tiene una jaula de bateo, pistas de bolos, campos de juego, un campo de prácticas, una pista de patinaje sobre hielo, instalaciones para escalar rocas y un espacio de gimnasia, entre otros espacios relacionados con el ejercicio y el acondicionamiento físico. Junto con estas instalaciones recreativas cubiertas, Chelsea Piers ofrece actividades de navegación y varios restaurantes en las instalaciones.

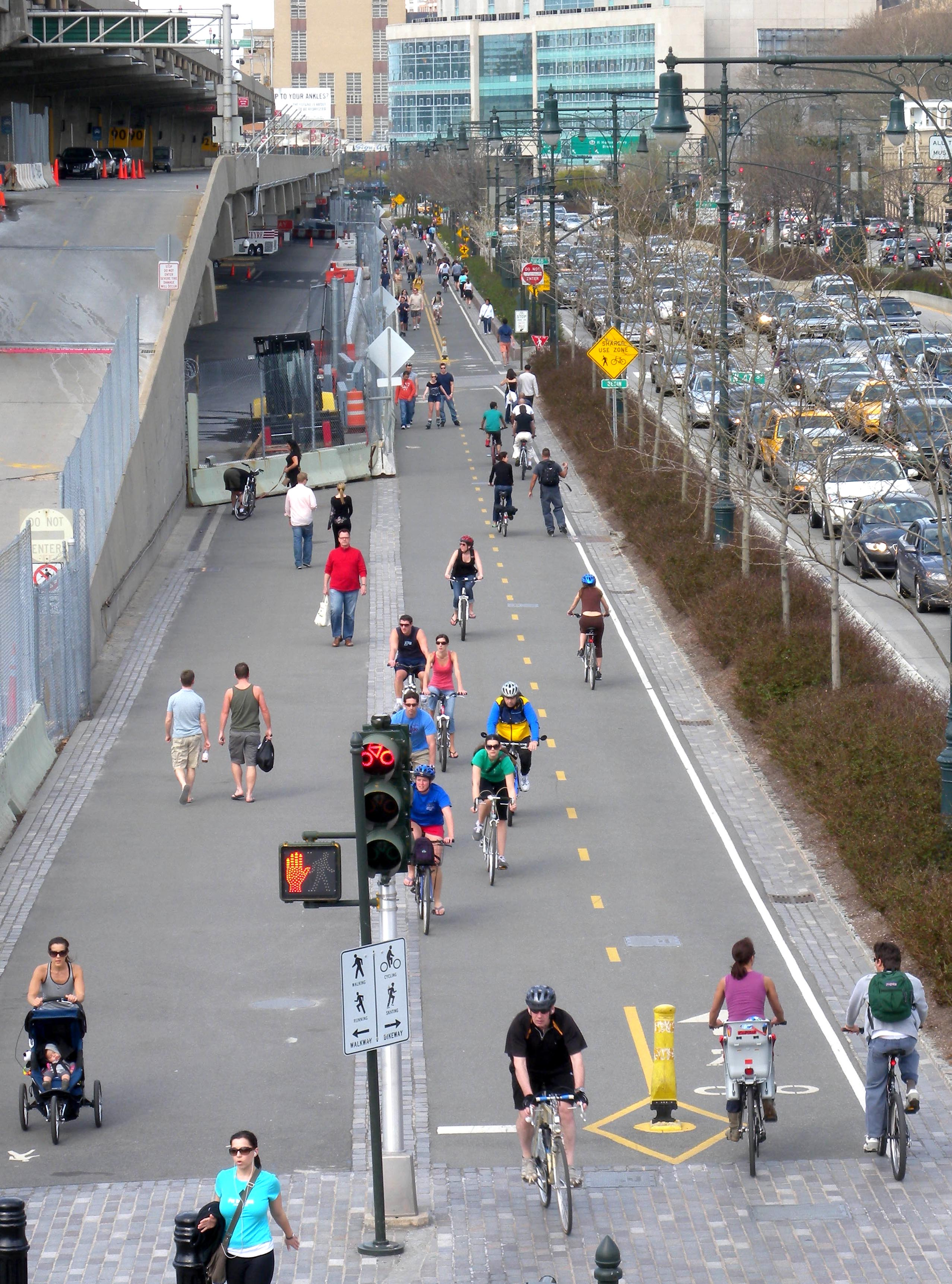
Hudson River Park en la calle 46

El Parque del Río Hudson ofrece oportunidades para practicar canotaje en el Muelle 66 en West 26th Street, remar y navegar en los Muelles 40 y 66, y kayak gratis en los Muelles 96, 84 y 40. La atracción gratuita de kayak, dirigida por voluntarios y organizaciones sin fines de lucro con sede en la ciudad de Nueva York, permite a los visitantes navegar en kayak a lo largo del río Hudson. La atracción de kayak, que está abierta cinco días a la semana, incluidos los sábados y domingos, sirve como una actividad asequible tanto para los turistas como para los residentes de Nueva York, siempre que los kayakistas firmen renuncias y usen chalecos salvavidas.
Las abundantes áreas verdes abiertas en el parque permiten actividades de ocio no deportivas. El bronceado es un pasatiempo popular en muchas áreas. Clinton Cove (55th Street), Pier 84 (44th Street), 14th Street Park y Pier 45 son amplios espacios verdes sin obstrucciones para tomar el sol y son lugares populares.

### Estructuras
Los puntos de interés a lo largo de la ruta del parque incluyen:
- Battery Park en su extremo sur
- Battery Park City
- Brookfield Place y Winter Garden Atrium
- Embarcaderos de Chelsea
- Day's End
- Museo naval, aéreo y espacial del Intrepid
- Little Island[40]
- Riverside Park en su extremo norte
- El World Trade Center y alrededores

### Muelles notables

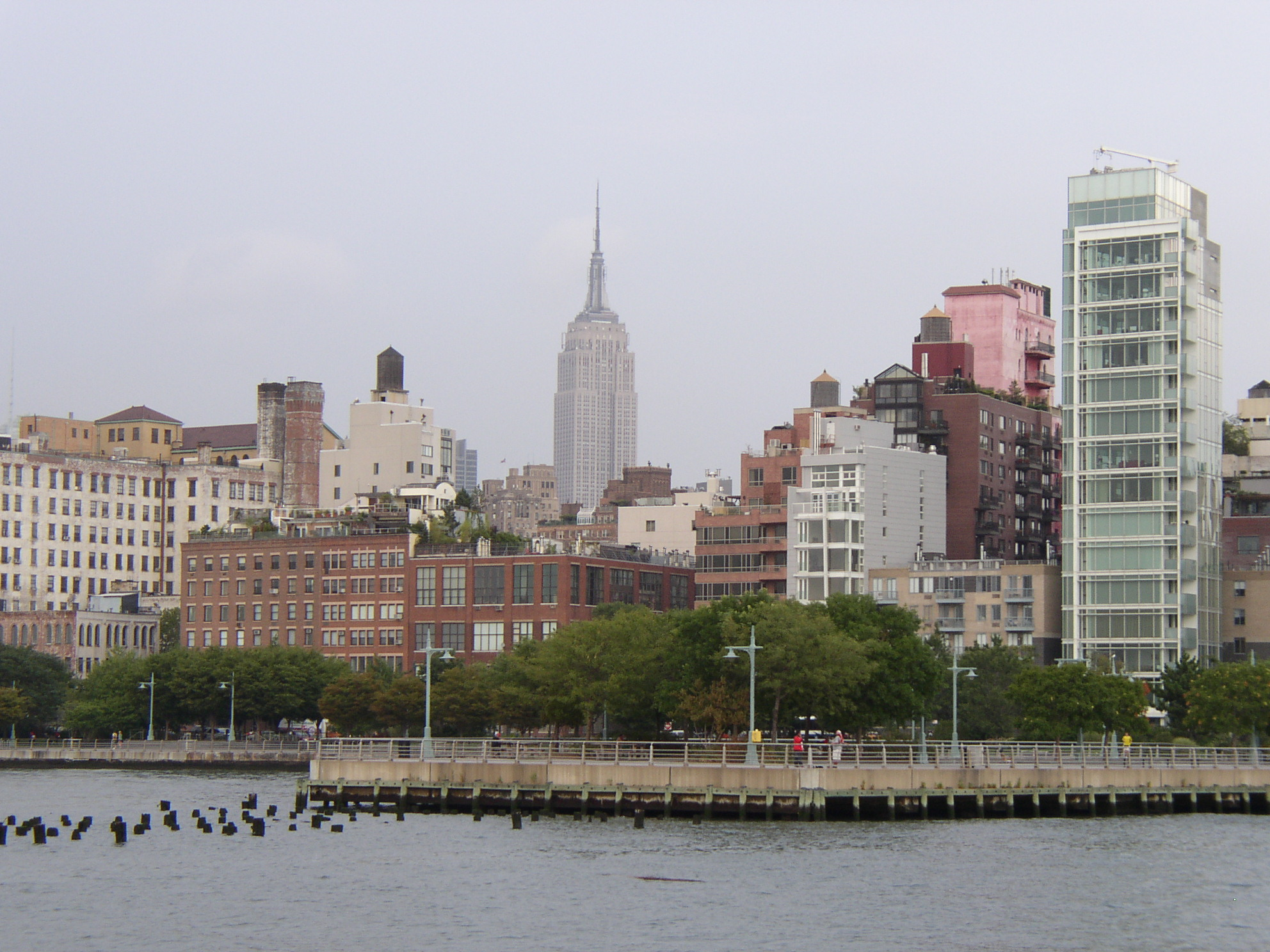
El Parque del Río Hudson con el Empire State Building al fondo

El Muelle 25 es una instalación deportiva y portuaria al pie de North Moore Street y parte del Parque del Río Hudson que cuenta con el campo de minigolf Mauro Memorial.
El Muelle 26 fue reconstruido durante 2008-2009 y un nuevo parque diseñado por OLIN y Rafael Viñoly está programado para abrir a fines de 2020.
El Muelle 34 está ubicado en Canal Street y consta de dos pasarelas estrechas o "embarcaderos de dedos". Al final del muelle hay un conducto de ventilación para el Túnel Holland, un túnel de cinco pisos y 37,2 m edificio de planta trapezoidal.
En Pier 40, en Houston Street, se encuentran la sede de los New York Knights de la American National Rugby League y las oficinas principales de Hudson River Park Trust. Construido como terminal para Holland America Line en 1962, atiende principalmente deportes juveniles y aficionados con varios campos de juego, y también contiene un estacionamiento comercial con espacios de estacionamiento a largo plazo. La Escuela de Trapecio de Nueva York también se encuentra aquí. Según Hudson River Park Trust, la instalación genera 6 millones de dólares en ingresos operativos y el 40% del presupuesto operativo anual de todo el parque.
El término "Christopher Street Pier" generalmente se refiere específicamente al Pier 45 frente a West 10th Street en Greenwich Village. Sin embargo, también se refiere a otros tres muelles, entre los muelles 42 – 51. Pier 51 alberga un parque infantil con temática acuática, parte del parque del río Hudson.
Los muelles 52 y 53 fueron anteriormente una instalación del Departamento de Saneamiento de la Ciudad de Nueva York. En enero de 2019, se anunció que el parque de 2 ha será diseñado en el sitio por James Corner Field Operations. El espacio ahora incluye un proyecto de arte público encargado por el Museo Whitney, Day's End, un contorno arquitectónico exoesquelético fantasmal de un muelle de David Hammons, y la primera playa pública de Manhattan. Se espera que la construcción del parque cueste 900 millones de dólares y tome dos años, y se espera que finalice en 2022. La construcción será financiada por el estado de Nueva York, la ciudad de Nueva York e intereses privados, así como 152 millones garantizados por el Fideicomiso a través de la venta de derechos aéreos. Cuando esté terminado, el parque será el espacio verde individual más grande en el Parque del Río Hudson.
En el sitio del Muelle 54 (cerrado en 2011), surgieron planes en noviembre de 2014 para , un nuevo parque diseñado por Heatherwick Studio y con un costo de entre 130 millones y 160 millones de dólares. El parque, una asociación entre Barry Diller y la fundación de Diane von Fürstenberg, la ciudad y el estado, y Hudson River Park Trust, flotaría completamente sobre el agua. Los planes para el muelle se descartaron en septiembre de 2017 debido a sobrecostos y demandas, ya que el presupuesto había superado los 200 millones de dólares para entonces. El proyecto se revivió en octubre de 2017 como parte de un acuerdo para terminar el parque.
El muelle 57, en la calle 15 y la avenida 11, sirvió anteriormente como terminal para el envío y almacenamiento de carga de la línea Grace. Entre 1969 y 2003, el Muelle 57 albergó la Estación de Autobuses del Muelle Hudson para la Autoridad de Tránsito de la Ciudad de Nueva York. Desde entonces, ha sido designado para el desarrollo comercial. Durante las protestas de la Convención Nacional Republicana de 2004, el Departamento de Policía de la Ciudad de Nueva York usó el Muelle 57 como una cárcel improvisada para retener a las personas arrestadas durante las protestas relacionadas con la convención. Los corrales de detención fueron apodados "Guantánamo en el Hudson" por activistas y medios de comunicación. Se presentaron varias demandas contra la ciudad relacionadas con las condiciones en el sitio y los arrestos supuestamente ilegales, incluidos los de los transeúntes. Los planes creados en 2009 exigen un diseño de muelle mejorado para uso comercial, denominado SuperPier, que estaba programado para completarse en 2019.
Los muelles 59 – 62 se utilizan como los embarcaderos de Chelsea, que originalmente eran una terminal de barcos de pasajeros a principios del siglo XX que usaba el RMS Lusitania y era el destino del RMS Titanic. El Chelsea Piers Sports & Entertainment Complex abrió en el sitio en 1995.
El muelle 63 estaba originalmente ubicado cerca de la calle 23, junto a los embarcaderos de Chelsea y el Hudson River Park. El sitio fue anteriormente la ubicación de una terminal de ferry de Pavonia que se inauguró en 1869. Los transbordadores viajaron a Jersey City, ubicada frente a Manhattan. A principios del siglo XX, los transbordadores ya estaban envejeciendo y deteriorándose debido al uso intensivo, y en 1942 se demolió la terminal. El embarcadero luego albergó una barcaza de transferencia del Ferrocarril de Baltimore y Ohio. A fines de los años 1980, el entusiasta de los botes John Kvey convirtió una vieja barcaza de ferrocarril en el río Hudson en el muelle 63. Se abrió un restaurante en el muelle. El buque faro Frying Pan y el barco de bomberos John J. Harvey también estaban originalmente amarrados al Muelle 63, y ambos figuraban en el Registro Nacional de Lugares Históricos. En 2007, la barcaza se trasladó al muelle 66 en la calle 26.
El muelle 79 es la terminal de ferry de West Midtown utilizada por NY Waterway, mientras que el muelle 83 es utilizado por Circle Line Sightseeing Cruises. Las dos compañías desempeñaron un papel destacado en el rescate de pasajeros del vuelo 1549 de US Airways, que hizo un aterrizaje de emergencia en el agua en el Hudson en enero de 2009. El muelle 79 se conecta a un conducto de ventilación de estilo Art Deco para el Túnel Lincoln. : 59 

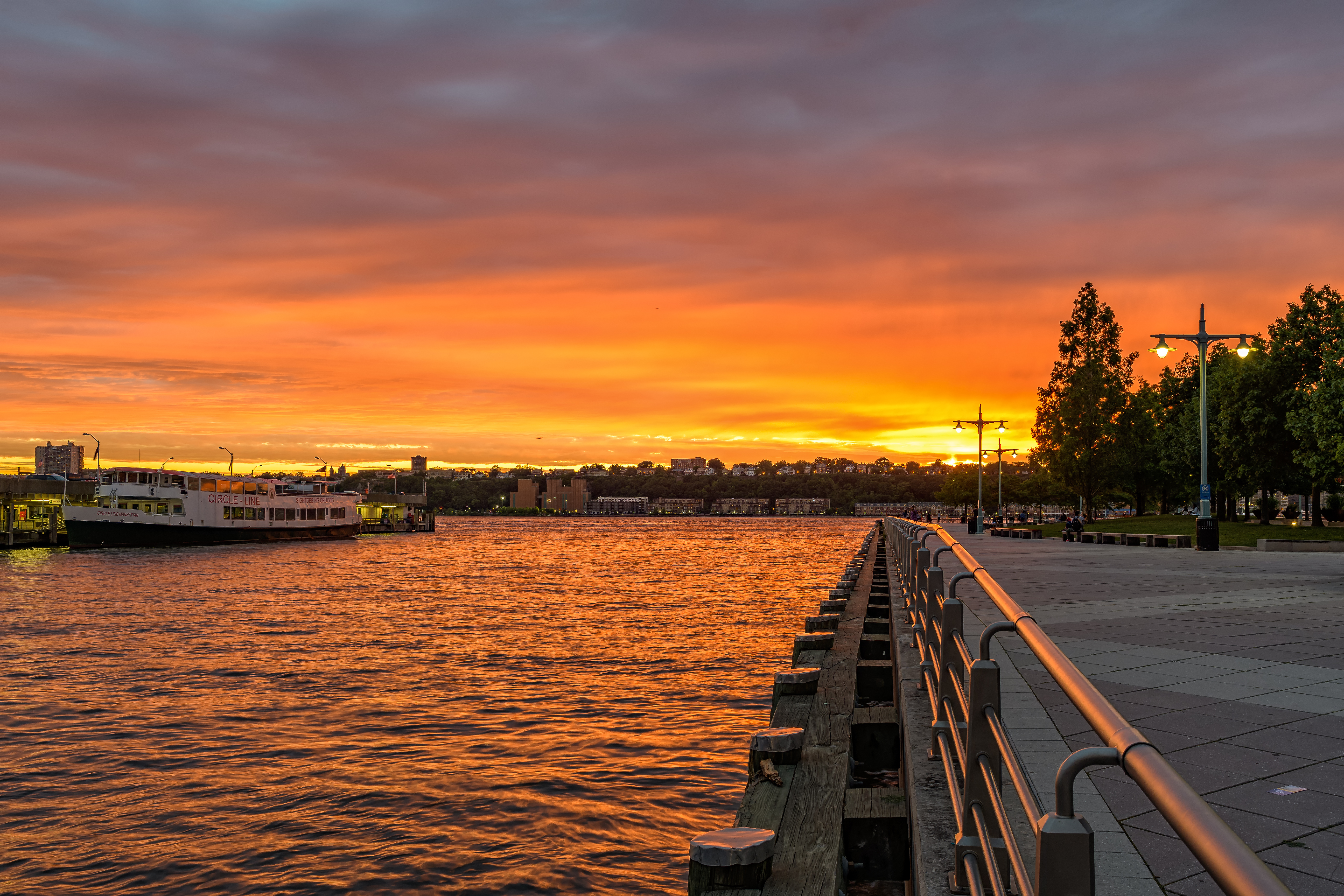
Muelle 84

El muelle 84 está en la avenida 12 y la calle 44. Desde 1981 hasta 1988, sirvió como sala de conciertos del antiguo Festival de Música Schaefer. Actos destacados como The Clash, Frank Zappa, King Crimson y Hot Tuna actuaron en el muelle. Inaugurado bajo el Parque del Río Hudson en 2006, es el muelle público más grande del parque. El muelle también alberga un parque infantil con temática acuática, parte del parque del río Hudson. Además, Pier 84 es una parada para el taxi acuático de Nueva York y tiene una tienda de alquiler de bicicletas y otros negocios que atienden principalmente a turistas.
Pier 86 en West 46th Street alberga el Intrepid Sea, Air & Space Museum, cuya pieza central es el USS Intrepid, un portaaviones que sirvió desde la Segunda Guerra Mundial hasta la Guerra de Vietnam. Este muelle una vez sirvió como terminal de barcos de pasajeros para United States Lines.
Los muelles 88 – 92 forman parte de la terminal de barcos de pasajeros de Nueva York, utilizada por numerosos cruceros y transatlánticos modernos. : B.51 En 1942, el USS Lafayette (anteriormente SS Normandie) se incendió en el muelle 88 y permaneció hundido allí durante un año. El muelle 94 anteriormente también formaba parte de la terminal de barcos de pasajeros y ahora alberga el "Centro de no convenciones", la segunda sala de exposiciones más grande de la ciudad de Nueva York.
En el muelle 97 estuvo, hasta 1975, la terminal de los barcos de pasajeros de la Swedish American Line. La terminal fue demolida algún tiempo después de 1984 y el muelle alberga actualmente un lugar para eventos en vivo, JBL.

## Incidentes
El 23 de junio de 2006, un camión del Departamento de Policía de la ciudad de Nueva York giró hacia la ciclorruta y golpeó a un ciclista, quien luego murió debido a las heridas. El 3 de diciembre del mismo año un conductor ebrio atropelló y mató a un ciclista cerca de Clarkson Street. En ese momento, se observó que no había barreras protectoras en el camino, solo bolardos flexibles de tres pulgadas de espesor.
La ciclorruta también fue criticada por su mal diseño en general tras varios otros incidentes mortales, incluida una fatalidad por conducir ebrio en la calle Chambers. Después de estas muertes, Transportation Alternatives presionó por bolardos más fuertes durante varios años, pero las únicas reparaciones que se hicieron en el camino fueron marcas viales más claras.

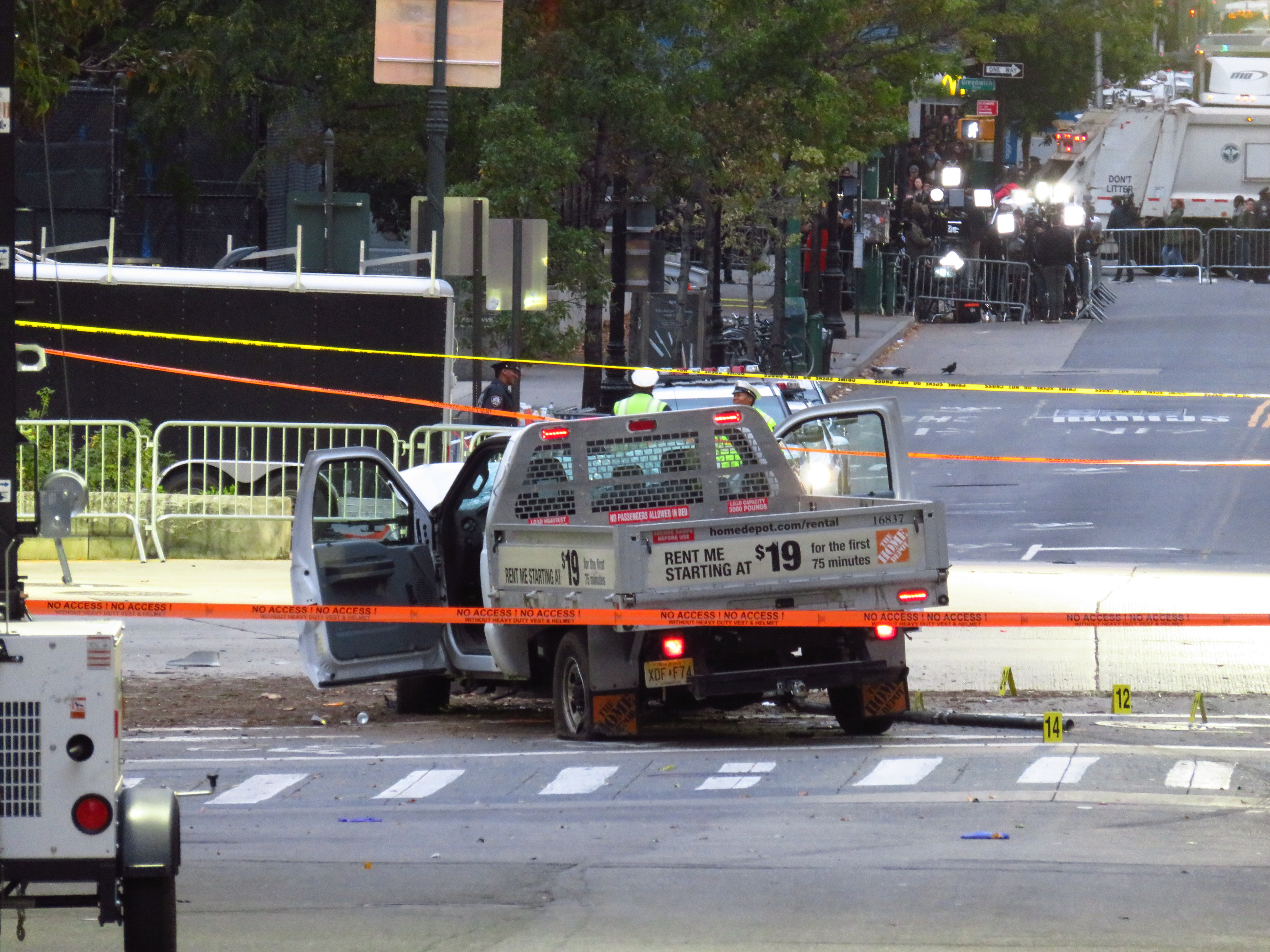
Ataque terrorista de 2017 en el Parque del Río Hudson

El 31 de octubre de 2017, Sayfullo Habibullaevich Saipov de 29 años condujo intencionalmente una camioneta durante una milla a través de la ciclorruta del parque entre las calles Houston y Chambers, y mató a ocho personas e hirió al menos a 11. La mayoría de los atropellados eran ciclistas. El incidente fue considerado el primer ataque terrorista mortal de la ciudad desde los ataques del 11 de septiembre. Según los investigadores, Saipov indicó lealtad al Estado Islámico.
Tras el atentado, varios medios de comunicación escribieron sobre lo fácil que era circular por la ciclovía, ya fuera por accidente o a propósito, haciendo referencia a la falta de bolardos y a las muertes anteriores provocadas por conductores en la ciclovía. Los funcionarios municipales y estatales también trabajaron en formas de mejorar las medidas de seguridad del carril para bicicletas, y dos días después del ataque, la ciudad comenzó a colocar barreras temporales de concreto en el camino. Los bolardos de seguridad permanentes se instalaron a partir de julio de 2018.